# دیرین‌کاوندگان
دیرین‌کاوندگان (نام علمی: Palaeoryctidae) نام یک تیره از راسته خاک‌سفیددزدان است.